# Ulm Challenger 1999
Lo Ulm Challenger 1999 è stato un torneo di tennis facente parte della categoria ATP Challenger Series nell'ambito dell'ATP Challenger Series 1999. Il torneo si è giocato a Ulma in Germania dal 28 giugno al 4 luglio 1999 su campi in terra rossa.

## Vincitori

### Singolare
Younes El Aynaoui ha battuto in finale  Andrew Ilie con il punteggio di 7–6, 6–3

### Doppio
Andrew Painter /  Byron Talbot hanno battuto in finale  Dirk Dier /  Michael Kohlmann con il punteggio di 6–3, 6–4